# Rolstoel

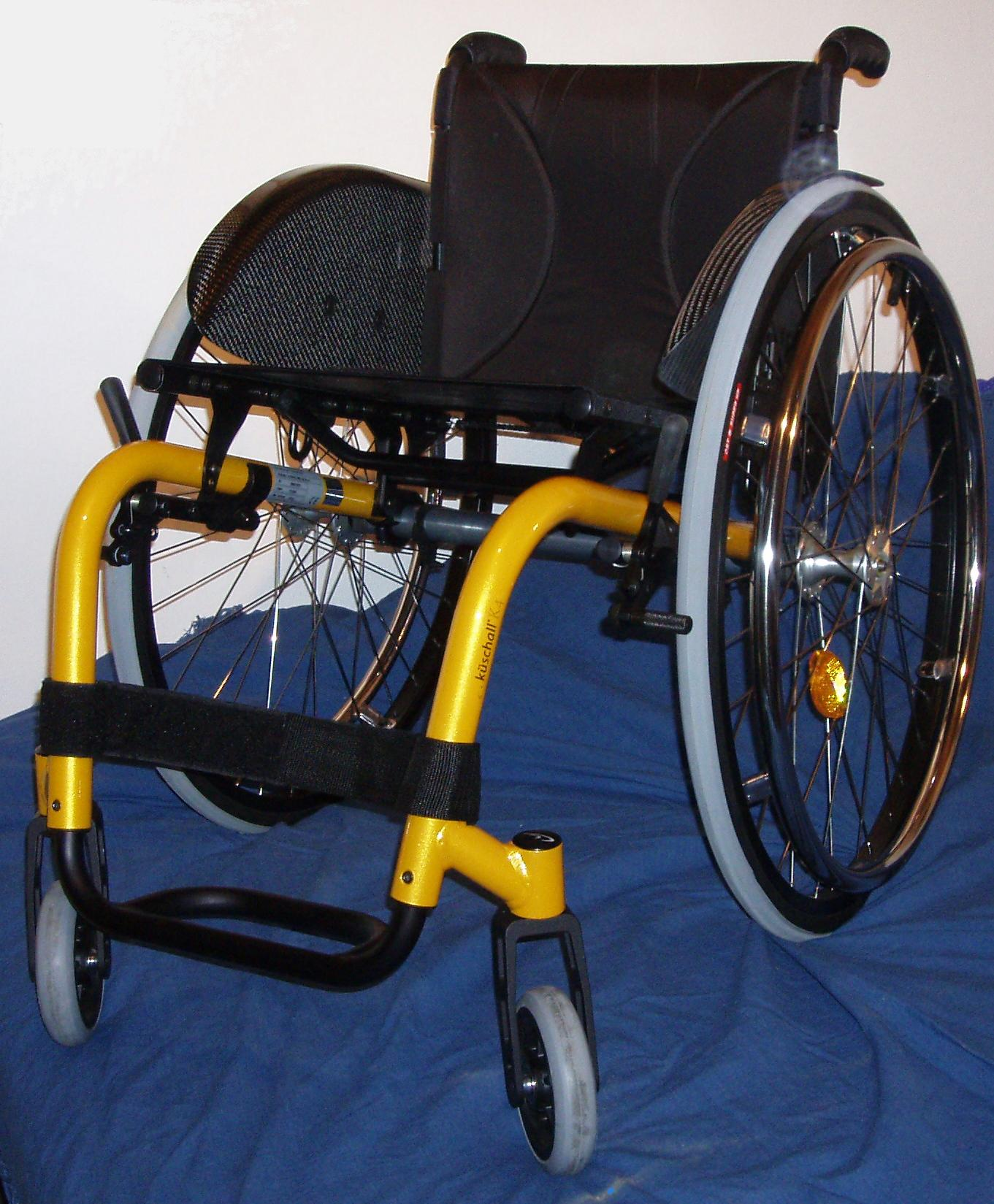
Een rolstoel voor dagelijks gebruik

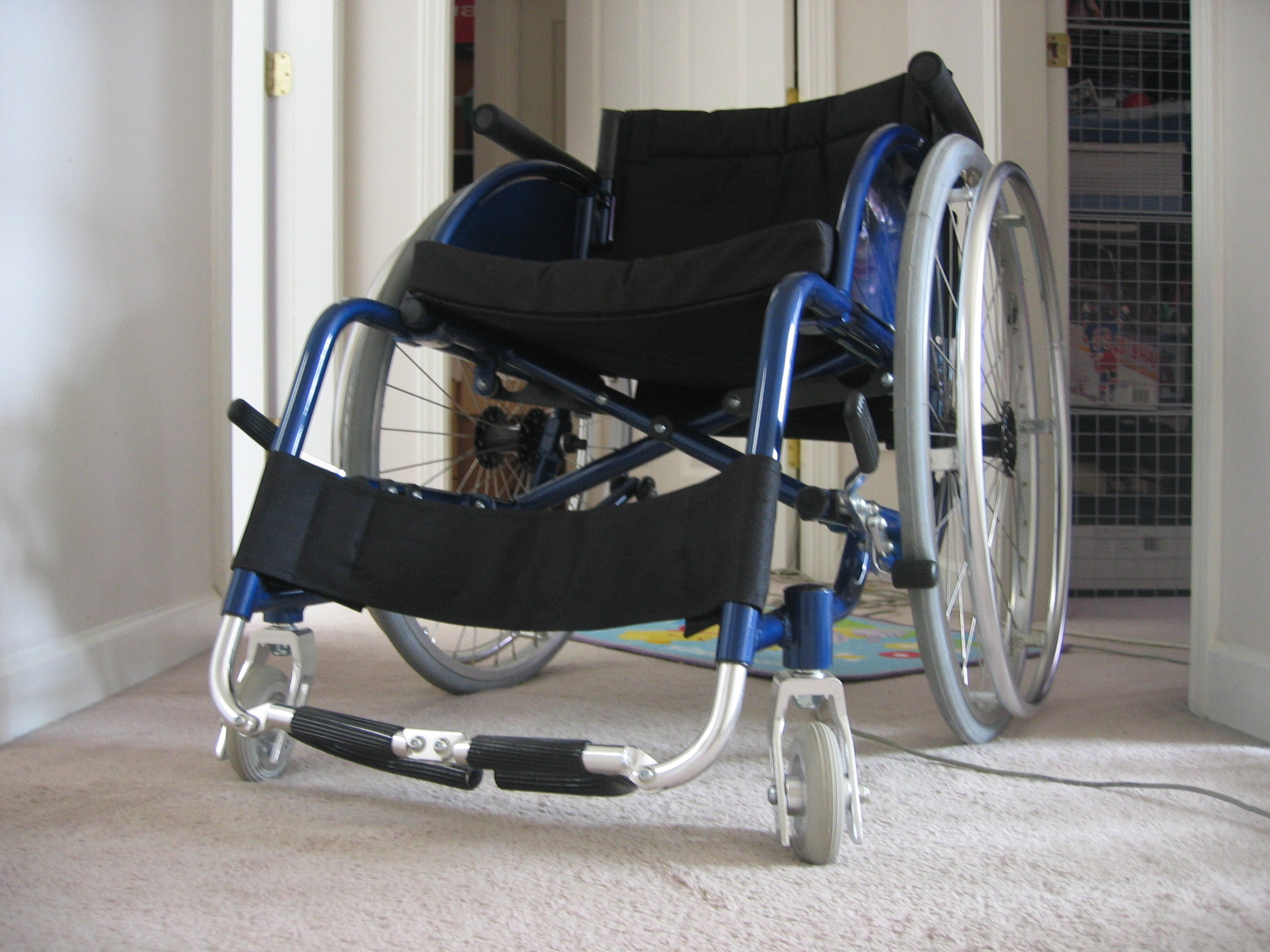
Een rolstoel voor incidenteel gebruik

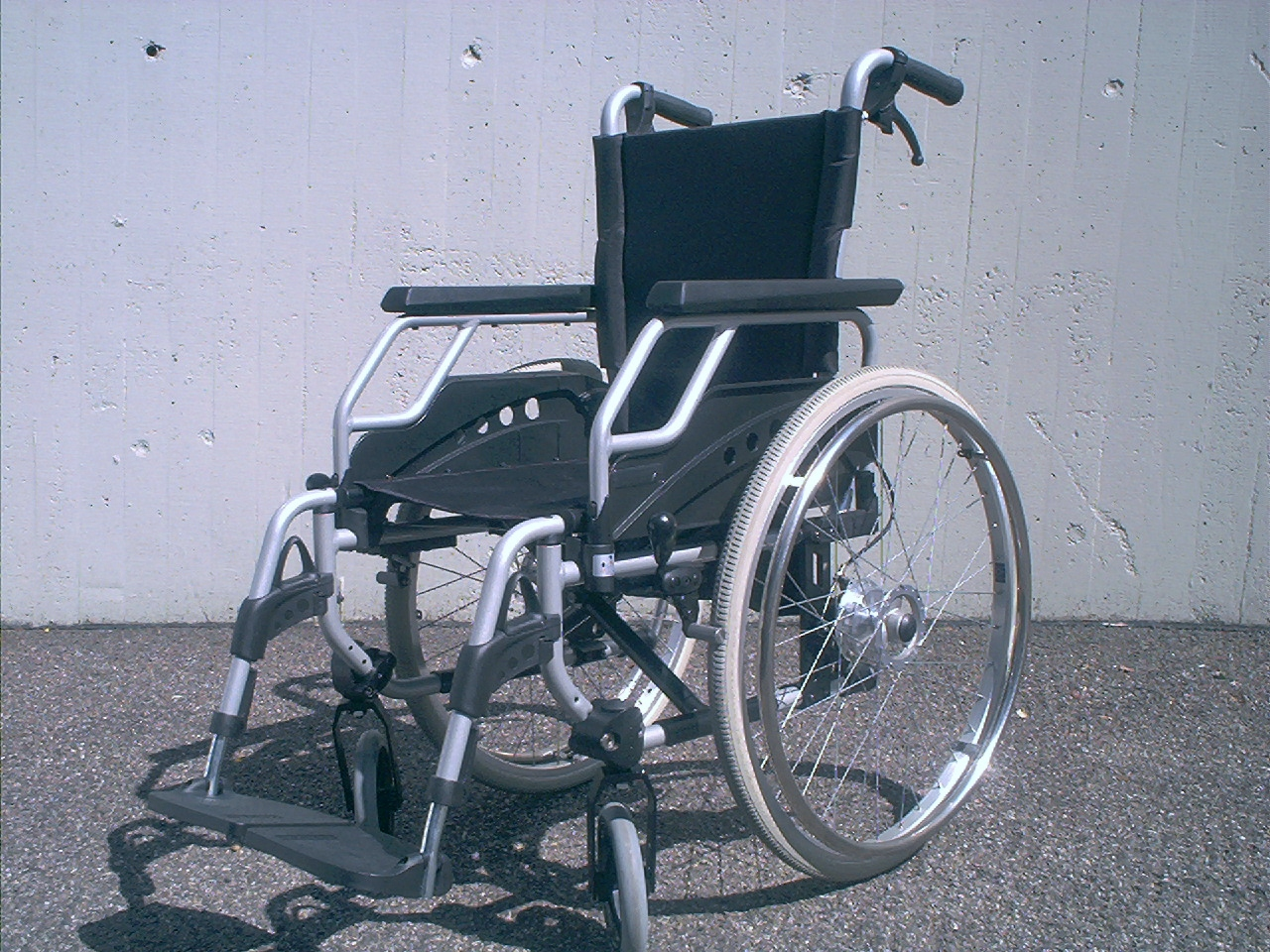
Een rolstoel voor tijdelijk gebruik

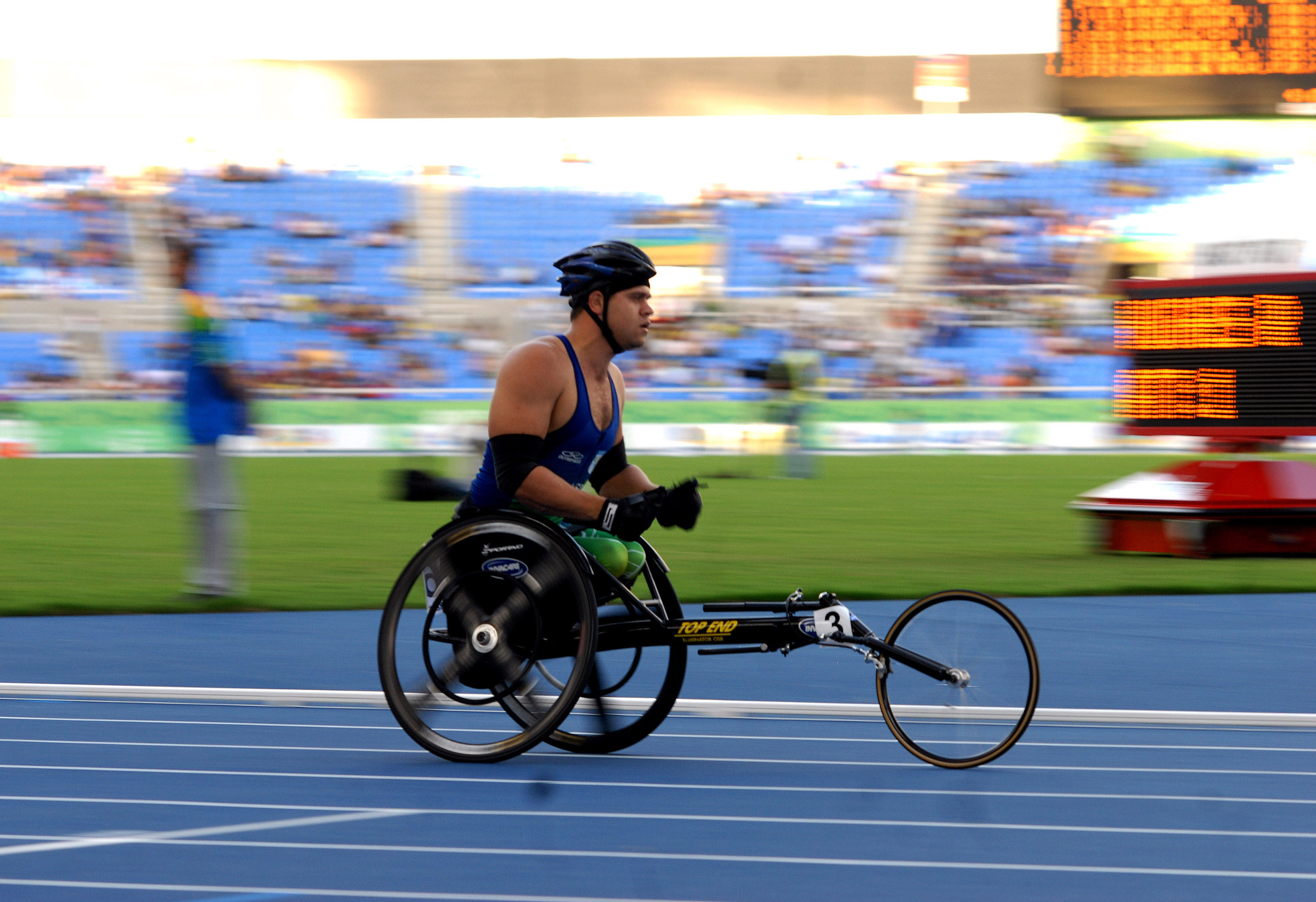
Een sportrolstoel voor de sport wheelen

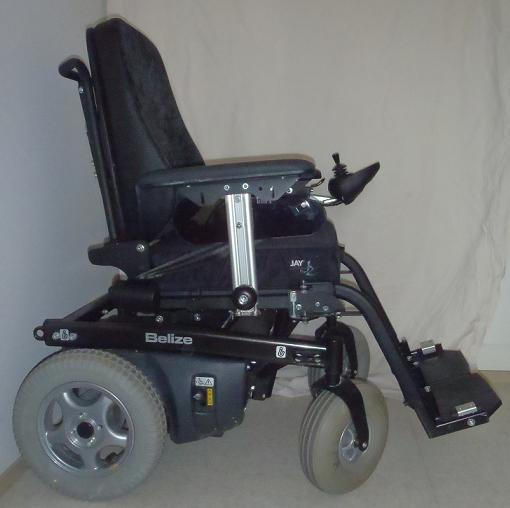
Een elektrische rolstoel

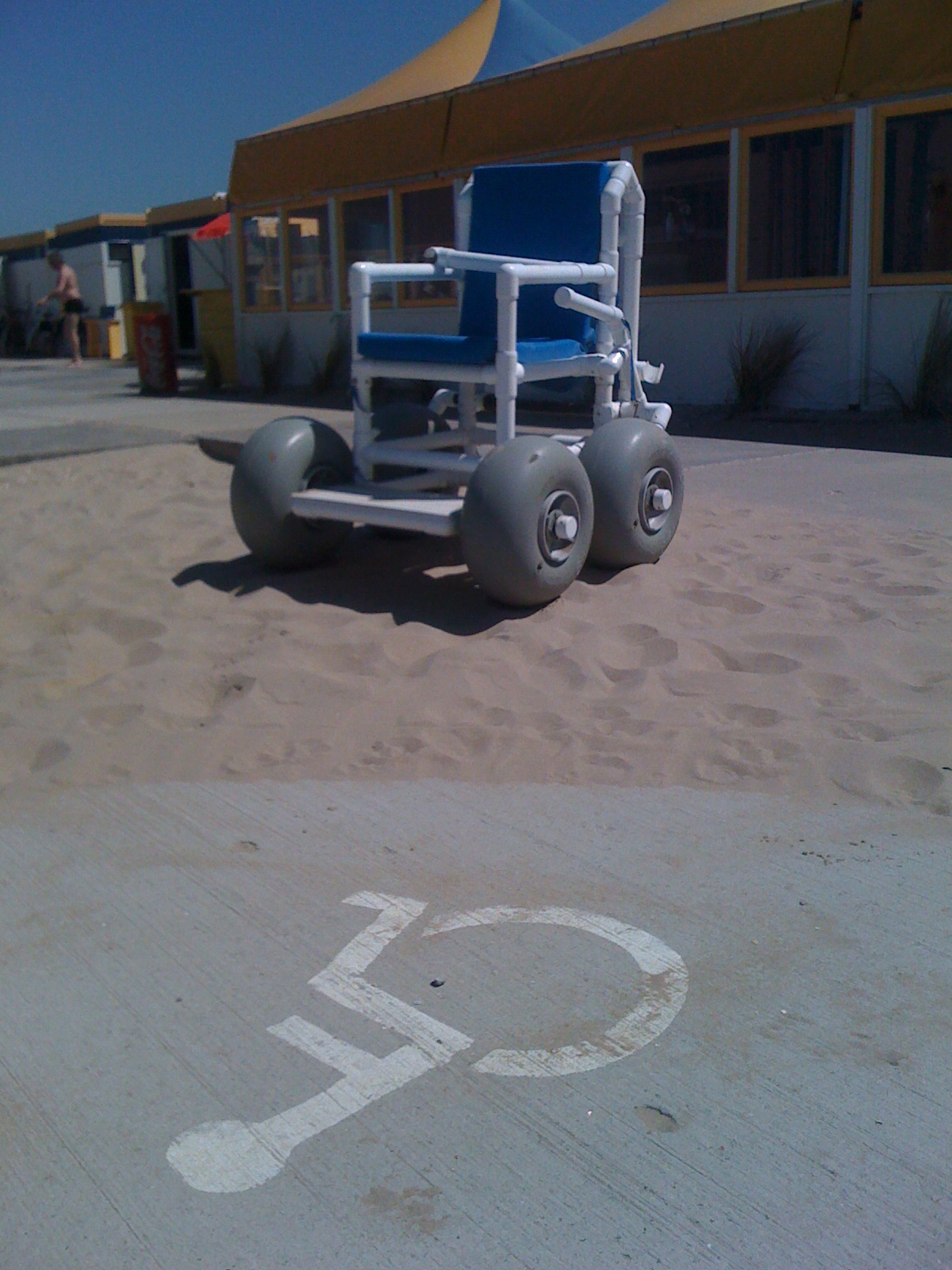
Rolstoel voor op het strand

Een rolstoel is een vervoermiddel voor mensen die slecht of niet kunnen lopen.

## Over rolstoelen
Een rolstoel is een stoel met wielen, en afhankelijk van het model:
- beweegt de persoon die in de rolstoel zit zichzelf met de handen voort;
- wordt de rolstoel geduwd, of:
- bevat de rolstoel een elektromotor waarmee hij wordt aangedreven.

In de afgelopen jaren werd door toepassing van moderne constructies en lichte materialen zoals carbon en titanium, een breed assortiment voor elke toepassing leverbaar. Ook de besturing van elektrisch aangedreven rolstoelen kan op zeer veel manieren plaatsvinden.
Er zijn veel verschillende soorten rolstoelen. Welke rolstoel geschikt is, hangt af van allerlei factoren.
Een persoon die van een rolstoel gebruikmaakt wordt soms aangeduid als rolstoelpatiënt. Dit is echter onjuist, een patiënt is in samenstellingen iemand die aan de in het eerste deel genoemde ziekte lijdt (kankerpatiënt, TBC-patiënt, diabetespatiënt, enz.), en een rolstoel is geen ziekte. De juiste benaming is rolstoelgebruiker.
Willen gebruikers van rolstoelen zich zonder hulp toegang kunnen verschaffen tot gebouwen en vervoer, dan zijn obstakels zoals trappen of hoge drempels lastig. Gebouwen en bijvoorbeeld treinen en bussen waarbij het voor rolstoelgebruikers makkelijk is naar binnen te rijden noemen we rolstoelvriendelijk.
Ook de rollator, scootmobiel en handbike voor gehandicapten worden vaak gedeeltelijk als rolstoel beschouwd maar ze zijn dit beslist niet. Voor een scootmobiel en een handbike gelden zelfs geheel andere regels dan voor rolstoelen.
- Een duwrolstoel is te herkennen aan vier kleine wielen. Zo'n rolstoel kan de gebruiker niet zelf voortbewegen, maar moet door een helper worden geduwd. Er zijn dan ook twee handvatten aan de achterkant. Deze rolstoel is bedoeld om mensen met ernstige vaak meervoudige handicaps te verplaatsen. Een duwrolstoel kan voorzien zijn van individuele aanpassingen voor de persoon die geduwd wordt.
- Een handbewogen rolstoel is een rolstoel met twee grote wielen. De gebruiker kan zich zelfstandig verplaatsen door met de handen aan de hoepels aan de wielen te draaien. Sommige handbewogen  rolstoelen hebben ook handvatten, zodat ze ook geduwd kunnen worden.
- Een elektrische rolstoel wordt voortbewogen door een elektromotor. De rolstoel kan bestuurd worden door middel van een joystick. Op een joystick zijn meerdere variaties mogelijk.

Al deze modellen kunnen aangepast zijn aan de gebruiker, maar er zijn ook rolstoelen voor algemeen gebruik, bijvoorbeeld op vliegvelden.
Een niet-elektrische rolstoel kan vaak worden opgevouwen, wat belangrijk is als de gebruiker zich per auto verplaatst. Om het opvouwen mogelijk te maken, is er aan de achterkant niet een enkele duwstang maar twee handvatten. Nadeel daarvan is dat de rolstoel lastig met één hand geduwd kan worden.
Aan de achterkant heeft de rolstoel pedalen. Trapt de helper daarop, kan komen de voorwielen omhoog, wat nodig is bij trottoirbanden en drempels.
Een rolstoel is vaak voorzien van een bagagemandje, een schrijfblad en een inrichting om krukken mee te kunnen nemen.

## Geschiedenis
De vroegste vermelding van rolstoelen komt voor op een fries op een Griekse vaas daterende uit de 6e eeuw voor Christus. In China werd een inscriptie gevonden op een stenen tafel verwijzend naar iets dat op een rolstoel zou lijken. Deze inscripties zijn eveneens uit de 6de eeuw voor Christus. Latere data verwijzen naar Europeanen die tijdens de Duitse renaissance deze technologie benutten.
Koning Philips II van Spanje beschikte al in 1595 over een rolstoel met verstelbare rug- en voetsteunen. Een rolstoel die door de gebruiker zelf kon worden aangedreven werd in 1655 geconstrueerd door de verlamde klokkenmaker Stephan Farfler. Het eerste patent op een rolstoel werd in 1869 in de Verenigde Staten verleend.
Harry Jennings en zijn gehandicapte vriend Herbert Everest, beiden ingenieurs, vonden in 1933 de eerste lichtgewicht, stalen, en opvouwbare rolstoel uit. Everest had zijn rug gebroken bij een mijnongeluk. Het tweetal zag het zakelijke potentieel van de uitvinding, en uit hun samenwerking ontstond de eerste massaproducent van rolstoelen; Everest and Jennings. Hun "x-brace"-ontwerp wordt nog steeds algemeen gebruikt, zij het met hedendaagse materialen en verbeteringen.

## Dagelijks gebruik
Rolstoelen voor dagelijks gebruik worden intensief gebruikt van het moment van opstaan tot het moment van weer naar bed gaan. Ze zijn veelal voorzien van individuele aanpassingen.
Een rolstoel voor dagelijks gebruik heeft vaak een vast frame maar ook opvouwbare versies komen voor. Een rolstoel voor dagelijks gebruik mag niet meer dan 10 kg wegen. Deze rolstoelen zijn bedoeld voor mensen die niet kunnen lopen.

## Incidenteel gebruik
Een rolstoel voor incidenteel gebruik is bedoeld voor gebruik buitenshuis om bijvoorbeeld boodschappen te kunnen doen. Deze rolstoelen zijn voor mensen die niet verder dan 100 meter kunnen lopen. De rolstoel is veelal opvouwbaar en heeft vaak individuele aanpassingen. Deze rolstoelen wegen ongeveer 11 tot 15 kg. Dagelijks intensief gebruik van deze rolstoel kan ernstige lichamelijke schade veroorzaken.

## Tijdelijk gebruik
Rolstoelen voor tijdelijk gebruik zijn bedoeld voor mensen met tijdelijke beperkingen aan de benen zoals een gebroken been. Deze rolstoel is veelal een standaarduitvoering en is bedoeld voor bijvoorbeeld vervoer van bed naar toilet en van bed naar ziekenhuis. Deze rolstoelen hebben geen individuele aanpassingen. Zo'n stoel weegt ongeveer tussen de 15 en de 20 kg. Deze rolstoelen mogen niet langer dan enkele weken achtereen gebruikt worden om ernstige lichamelijke schade te voorkomen.

## Handbewogen sportrolstoel
Een sportrolstoel is een rolstoel bedoeld voor sportbeoefening en heeft per sport zijn eigen specifieke eisen. Een veelvoorkomend kenmerk van sportrolstoelen is het sterke camber, dat wil zeggen dat de wielen scheef staan ten behoeve van de bediening.
Er zijn speciale rolstoelen voor:
- Rolstoelbasketbal en Rolstoelhockey
- Quad Rugby
- Wheelen. Een vorm van atletiek, vergelijkbaar met wat hardlopen is voor niet-rolstoelgebruikers.
- Rolstoeltennis, en Rolstoelbadminton.
- Rolstoeldansen
- Handbiken. Alleen de vastframe handbike valt onder de sportrolstoelen, en alleen als deze voor het beoefenen van een sport bedoeld is. Qua verkeersregels valt de vastframe handbike wel gewoon onder de fietsen.

## Elektrische rolstoel

### Typen elektrische rolstoelen

#### Binnengebruik
Dit zijn elektrische rolstoelen met kleine wieltjes en een beperkt formaat. Ze zien er vaak uit als een bureaustoel en hebben een beperkte snelheid, maximaal 6 km/h.

#### Binnen- en buitengebruik
Dit is de meest gebruikte elektrische rolstoel. Hij heeft grote wielen achter en kleine wielen voor. Deze rolstoel heeft een snelheid van 9 tot 14 km/h en is overal te gebruiken behalve op onverharde wegen.

#### Off-road
Dit zijn grote rolstoelen met vaak vierwielaandrijving. Ze zijn geschikt voor gebruik op onverharde wegen zoals in het bos of in de modder. Voor op het strand zijn ze iets minder geschikt, door zandgevoelige onderdelen in de motor. Deze rolstoelen zijn relatief sterk.

#### Elektrische sportrolstoel
Deze rolstoelen rijden sneller dan normale rolstoelen, ongeveer 16 km/h, zijn erg wendbaar en zijn sportiever afgesteld dan dagelijkse rolstoelen. Deze rolstoelen hebben ook een beugel aan de voorkant om de rolstoel en de gebruiker te beschermen tegen botsen en koeling op de motor tegen oververhitting.

#### Hersengestuurde rolstoel
Door de techniek brain-computer interface worden bepaalde hersensignalen door elektroden op het hoofd gemeten en gedigitaliseerd. Vervolgens worden die door een computer geclassificeerd en in acties omgezet, zoals linksaf, rechtsaf of rechtdoor. Een belangrijk onderdeel van de brain-computer interface is een machine learning-model van de hersensignalen van de gebruiker dat verantwoordelijk is voor het afleiden van het beoogde commando. Daarnaast passen de hersenen zich aan, de zogenaamde 'corticale reorganisatie'.

## Kinderrolstoel
Een kinderrolstoel is een rolstoel speciaal voor kinderen. Hij kan handbewogen zijn maar ook elektrisch.
Bij een kinderrolstoel moet vooral gekeken worden naar de meegroeibaarheid van de rolstoel, zodat een kind er niet al binnen een jaar er uitgroeit. Verder dient de handbewogen rolstoel voor kinderen tot en met vijf jaar oud voorzien te zijn van anti-kiepwieltjes, duwhandvatten en spaakbeschermers om de veiligheid bij gebruik te vergroten. De anti-kiepwieltjes zijn niet gewenst bij gebruikers boven de leeftijd van vijf jaar met een rolstoel voor dagelijks of incidenteel gebruik, omdat de anti-kiepwieltjes naast het vergroten van de veiligheid, ook de zelfstandigheid ernstig beperken. Het gewicht van een kinderrolstoel moet zo ongeveer 75% van het gewicht van de volwassen versies zijn. Bij een elektrische kinderrolstoel is het belangrijk dat door een hoog/laag-verstelling het kind gewoon aan tafel kan zitten of zelfstandig dingen van het aanrecht kan pakken. Uit veiligheidsoverwegingen mag een kinderrolstoel maar met een beperkte snelheid kunnen rijden. Afhankelijk van de leeftijd is dit tussen de 6 en 10 km/h.

## Obesitasrolstoelen
Deze rolstoelen hebben een extra grote zitbreedte van meer dan 50 cm. Het gewicht wat de rolstoel kan dragen is ongeveer 450 kilo. De obesitasrolstoel wordt vaak gebruikt voor mensen met obesitas. Deze rolstoelen zijn er als duwrolstoel, handbewogen rolstoel en als elektrische rolstoel. Bij de handbewogen rolstoelen is er een keuze uit twee modellen, namelijk de opvouwbare versie voor incidenteel gebruik en de vast-frameversie voor dagelijks gebruik. Deze rolstoelen zijn wel zwaarder dan de gewone handbewogen rolstoelen voor incidenteel of dagelijks gebruik. Het verschil tussen beide rolstoelen is de stabiliteit en veiligheid. Opvouwbare obesitasrolstoelen hebben meerdere scharnierpunten en zijn kwetsbaarder voor extreme krachten die ontstaan bij het zitten en opstaan van extra zware mensen. Het gaan zitten van extra zware mensen wordt ook wel vertaald als "piekbelasting". Een piekbelasting is een moment waarop de rolstoel het meeste gewicht op te vangen heeft. Dit is meestal bij het gaan zitten. Het voordeel van opvouwbare obesitasrolstoelen is dat ze makkelijker meegenomen kunnen worden in de auto dan de vastframe obesitas rolstoelen. Tegenwoordig zijn er echter ook vastframe obesitas rolstoelen die met eenvoudige handelingen uit elkaar gehaald kan worden om te vervoeren.

## Speciale rolstoelen
Ook bestaan er verschillende speciale rolstoelen:
- strandrolstoel - rolstoel met ballonachtige wielen voor op het strand
- doucherolstoel - rolstoel geschikt voor onder de douche
- toiletrolstoel - rolstoel geschikt voor op het toilet. Vaak een combinatie van douche- en toiletrolstoel.
- zwembadrolstoel - rolstoel geschikt voor gebruik in een warme vochtige omgeving als een zwembad en een sauna.

Onder het begrip rolstoelfiets vallen verschillende combinaties van fiets en rolstoel. Deze gelden niet als rolstoelen maar als fietsen.